# جغرافیای دانمارک
دانمارک کشوری است در شمال اروپا. پایتخت آن کپنهاگ است. 
دانمارک بخشی از اسکاندیناوی است.

نقشه ناهمواری‌های دانمارک.

دانمارک، ۴۳٬۰۶۹ کیلومتر مربع (تقریبا به اندازه استان آذربایجان شرقی) مساحت دارد و از خاور به دریای بالتیک، از باختر به دریای شمال، از جنوب به کشور آلمان و از شمال به تنگه اسکاژراک محدود می‌شود. به دلیل شمار زیاد جزایر، دانمارک دارای خط طولانی ساحلی به درازای ۷٫۴۱۳ کیلومتر است. بیشتر نقاط دانمارک در نزدیکی ساحل دریا قرار دارند و بخش اعظم خاک کشور دانمارک را زمین‌های کشاورزی تشکیل می‌دهند. خاک اصلی دانمارک سرزمینی فاقد کوهستان است و بلندترین نقطه طبیعی آن موله‌هوی (Møllehøj) نام دارد که ارتفاع آن از سطح دریا ۱۷۰٫۸۶ متر است.
دانمارک سرزمینی کم ارتفاع بوده و بر روی هم از جلگه‌ای سرسبز و بسیار حاصلخیز، و مراتع فراوان تشکیل یافته‌است. رودهای آن کوتاه ولی پرآب است، از جمله استورو، اسکیرن، وارده و گودنا. بلندترین نقطه کشور ۱۷۳ متر ارتفاع دارد. آب و هوای آن معتدل و مرطوب و پرباران است.
مهم‌ترین شهرهای دانمارک عبارت‌اند از کپنهاگ (پایتخت) در جزیره شیلند، آرهوس، آلبورگ و اسبرگ در شبه جزیره یولند و اودنسه در جزیره فیون.
خاک اصلی دانمارک از یک شبه جزیره به نام شبه جزیره یولند (به دانمارکی: یولند jylland) و ۴۴۳ جزیره شکل گرفته‌است. تنها ۷۶ جزیره مسکونی هستند و بسیاری از جزیره‌ها کوچک هستند و افراد کمی در آنها سکونت دارند. مهم‌ترین این جزیره شیلند (به دانمارکی: Sjælland)، جزیره فیون (به دانمارکی: Fyn) و برنهلم (bornholm) (شرقی‌ترین مکان دانمارک) هستند.
جزایر فارو و گرینلند بخشی از اتحاد مشترک پادشاهی دانمارک* بوده، ولی خودمختار می‌باشند. یعنی مردم آنها شهروند دانمارک محسوب شده و نمایندگان خود را برای «پارلمان دانمارک» انتخاب می‌کنند و علاوه بر آن مجامع دموکراتیک خود را دارند.

## تقسیمات کشوری
در تقسیمات کشوری جدید دانمارک که در سال ۲۰۰۷ انجام شد، خاک اصلی کشور دانمارک به پنج استان (که در دانمارکی Region نامیده می‌شود) تقسیم گردید. خاک اصلی دانمارک به پنج استان و ۹۸ شهرستان تقسیم شده‌است. استان‌های دانمارک عبارتند از هوودستادن، نوردیولند، میدیولند، شیلند، و سیددانمارک. گرینلند و جزایر فارو نیز دو قلمرو برون‌مرزی و خودگردان دانمارک به‌شمار می‌آیند.
| استان‌ها    | استان‌ها      | استان‌ها             | استان‌ها    | استان‌ها      | استان‌ها               | استان‌ها              | استان‌ها                       | شهرستان‌ها       |
| نام فارسی  | نام دانمارکی | معنی نام            | مرکز استان | بزرگ‌ترین شهر | جمعیت (۱ ژانویه ۲۰۰۸) | مساحت (کیلومتر مربع) | تراکم جمعیت (بر کیلومتر مربع) | تعداد شهرستان‌ها |
| ---------- | ------------ | ------------------- | ---------- | ------------ | --------------------- | -------------------- | ----------------------------- | --------------- |
| هوودستادن  | Hovedstaden  | منطقه پایتختی       | هیلرود     | کپنهاگ       | ۱٬۶۴۵٬۸۲۵             | ۲٬۵۶۱                | ۶۴۲٫۶                         | ۲۹              |
| میدیولند   | Midtjylland  | منطقه مرکزی         | ویبرورگ    | آرهوس        | ۱٬۲۳۷٬۰۴۱             | ۱۳٬۱۴۲               | ۹۴٫۲                          | ۱۹              |
| نوردیولند  | Nordjylland  | یولند شمالی         | آلبورگ     | آلبورگ       | ۵۷۸٬۸۳۹               | ۷٬۹۲۷                | ۷۳٫۲                          | ۱۱              |
| شیلند      | Sjælland     | منطقه سرزمین دریا   | سورو       | روسکیلده     | ۸۱۹٬۴۲۷               | ۷٬۲۷۳                | ۱۱۲٫۷                         | ۱۷              |
| سیددانمارک | Syddanmark   | منطقه دانمارک جنوبی | ویله       | اودنسه       | ۱٬۱۹۴٬۶۵۹             | ۱۲٬۱۹۱               | ۹۷٫۹۹                         | ۲۲              |